# بوغدانوفيتش
بوغدانوفيتش (بالروسية: Богданович) هي إحدى مدن روسيا في الكيان الفدرالي الروسي سفيردلوفسك أوبلاست.